# Haplophyllum tuberculatum
Haplophyllum tuberculatum — вид квіткових рослин із родини рутових.

## Морфологічна характеристика
Багаторічна трав'яниста рослина, іноді трохи дерев'яниста в основі, до ≈ 60 см заввишки, голі до запушені. Листки від зворотно-яйцюватих до ланцетних чи лінійних, 5–10(40) × 3–6(10) мм, тупі на верхівці, клиноподібні чи послаблені біля основи, край від цільного до городчатого. Чашолистки яйцювато-трикутні чи довгасті, 0.8–1.3 × 0.8–1 мм, від голих до війчастих чи запушених, при плодах опадають. Пелюстки жовті, 3–5.5 x 1.5–2.2 мм. Коробочки 1.5–2 × 2.5–4.5 мм. Насіння ≈ 1.5 мм завдовжки, від чорного до сірого, з густо розташованими поперечними переривчастими гребенями.

## Поширення
Вид росте на півночі Африки й від заходу Азії до Індії: Афганістан, Алжир, Чад, Єгипет, Індія, Іран, Ірак, Кувейт, Ліван-Сирія, Лівія, Марокко, Оман, Пакистан, Палестина, Саудівська Аравія, Синай, Сомалі, Судан, Туніс, Туреччина, Ємен.

## Галерея

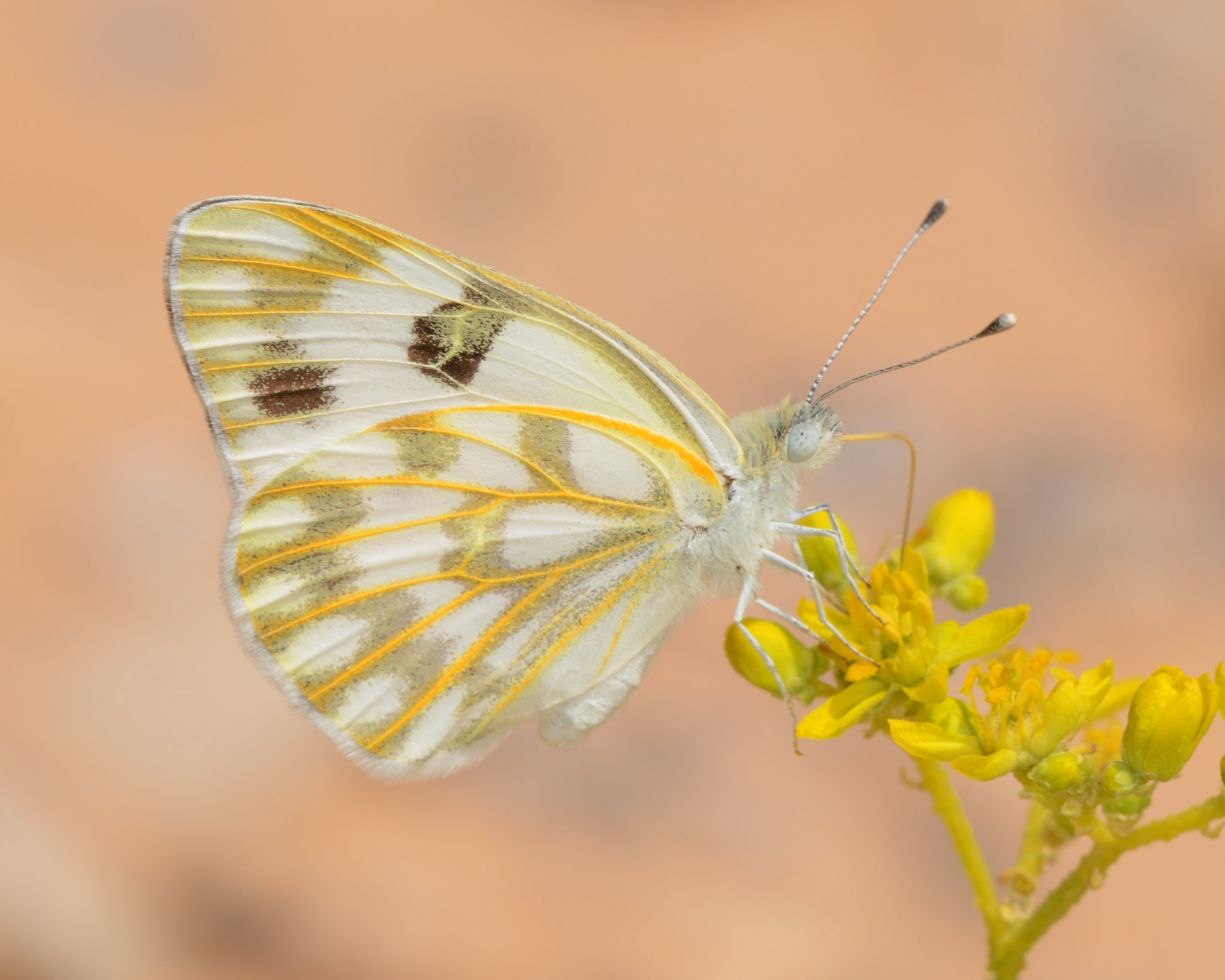
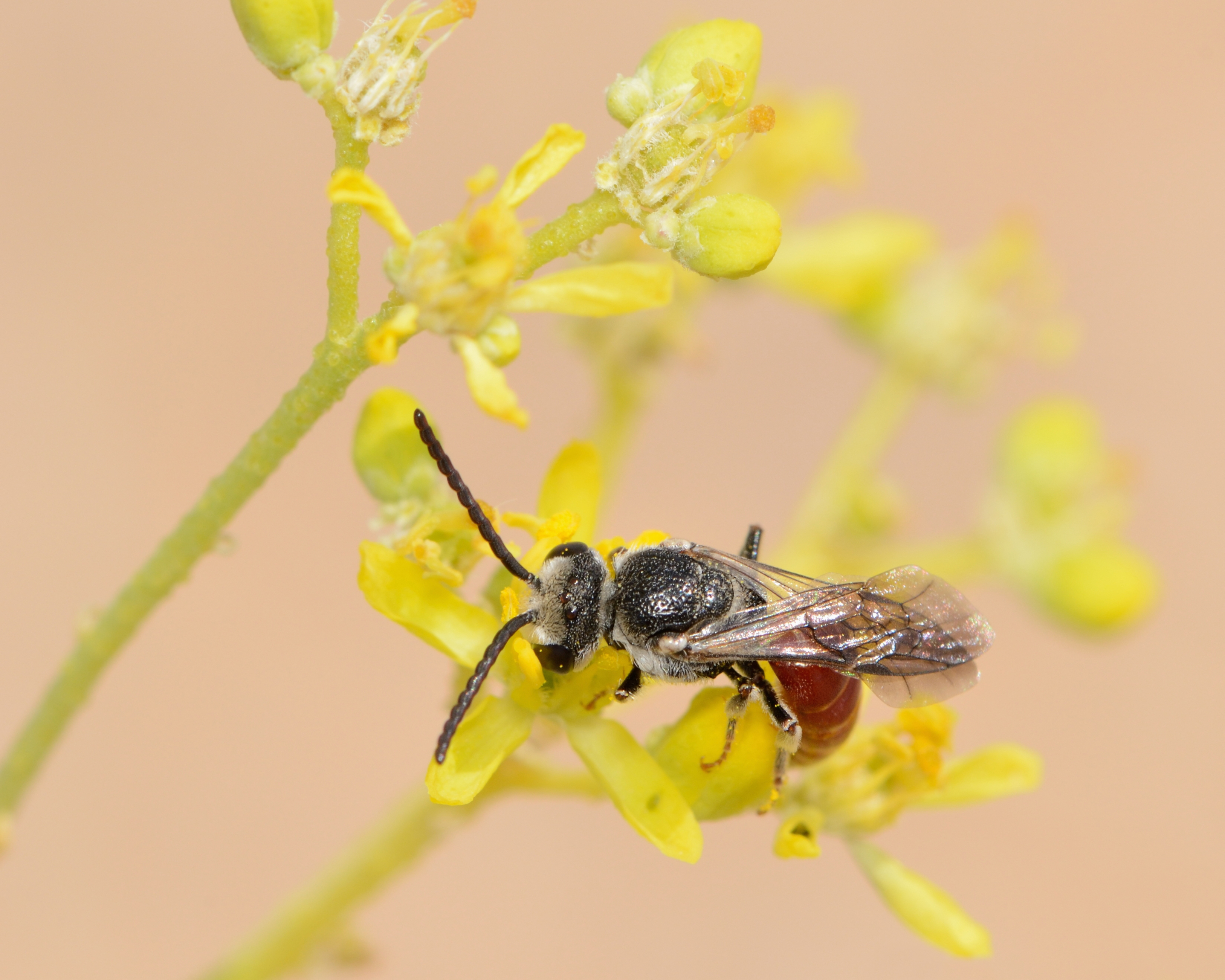